# Алоха
«Ало́ха» (гав. Aloha — «любить, сочувствовать, жалеть») — распространённое гавайское слово, которое используется в разных языках для обозначения одновременно:
- приветствие (пожелание добра и мира),
- прощание (пожелание добра и мира),
- пожелание радости и любви.

## В культуре
У Джека Лондона есть рассказ «Алоха Оэ»: с этого слова начинается одноимённая гавайская песня.
Слово также используется для обозначения традиционной гавайской рубашки.
За пределами Гавайских островов приветствие сделала популярным певица и актриса Бетт Мидлер, которая родом из Гонолулу.